# 姜状沿阶草
姜状沿阶草（学名：Ophiopogon zingiberaceus）为百合科沿阶草属下的一种。生长于海拔3000米左右的山坡阴湿处或林下。

## 扩展阅读
- 維基物種上的相關：姜状沿阶草